# MicroMacro: Crime City

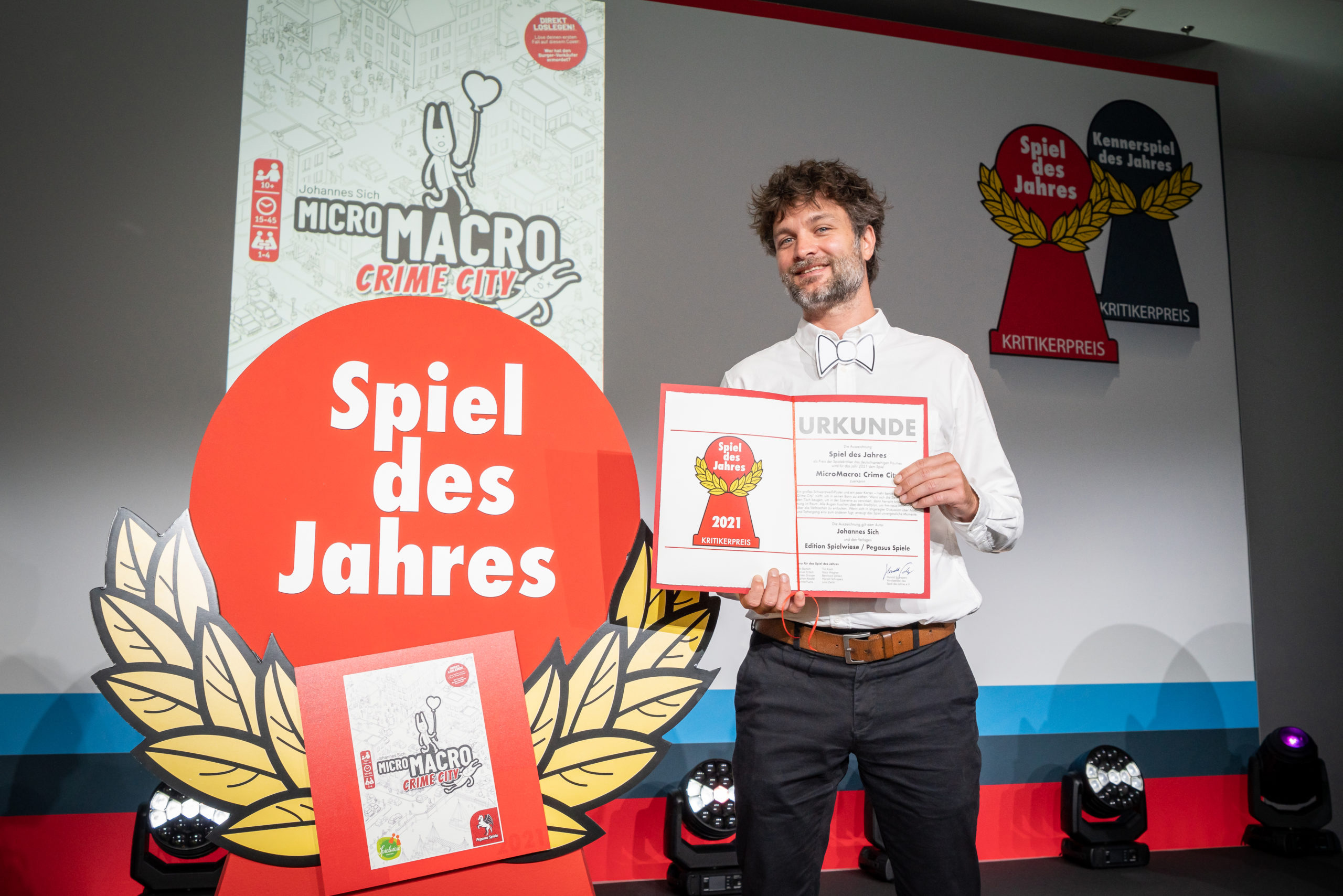
MicroMacro ist das Spiel des Jahres 2021

MicroMacro: Crime City ist ein kooperatives Spiel von Johannes Sich, das in Form eines Wimmelbildes gestaltet ist, in dem mehrere Rätsel gelöst werden sollen. Es wurde 2020 bei der Edition Spielwiese im Vertrieb von Pegasus Spiele veröffentlicht und ist danach international in verschiedenen Sprachversionen erschienen. Das Spiel ist für einen bis vier Spieler ab 10 Jahren konzipiert und dauert pro Runde zwischen 15 und 45 Minuten. Es wurde 2021 für das As d’Or – Jeu de l’Année sowie als Spiel des Jahres und beim Österreichischen Spielepreis 2021 als „Spielehit für Familien“ ausgezeichnet. Beim Deutschen Spielepreis 2021 wurde es auf den zweiten Platz gewählt.

## Thema und Ausstattung
MicroMacro: Crime City ist ein Rätselspiel in Form eines Wimmelbildes, bei dem die Mitspieler mehrere Fälle lösen müssen. Die Fälle liegen dem Spiel jeweils als Kartensätze bei, die mehrere Suchaufgaben erhalten. Das Spielmaterial besteht entsprechend aus einem großen Poster, auf dem das Wimmelbild gezeichnet ist, 120 Fallkarten für insgesamt 16 zu lösende Fälle, 16 Briefumschlägen für die Fälle, einer Lupe und einer Spielanleitung.

## Spielweise
Vor dem Spiel wird das große Poster auf einem Tisch ausgebreitet und die Fallkarten werden sortiert in die beigelegten Briefumschläge gelegt. Für jede Runde wählen die Spieler einen zu lösenden Fall und einen Kommissar, der die Karten vorliest und die Lösungen überprüft. Der Kommissar beginnt bei jedem Fall damit, die Startkarte und die erste Aufgabenkarte vorzulesen. Danach versuchen die Spieler gemeinsam auf dem Spielplan die Lösung zur gestellten Aufgabe zu finden und präsentieren diese dem Kommissar. Dabei suchen sie nach speziellen Begebenheiten und rekonstruieren den Hergang dieser Fälle, wobei das Poster zu jedem Fall mehrere Szenen zeigt. Der Kommissar kontrolliert das Ergebnis und führt die Spieler durch die weiteren Aufgaben des Falls, bis dieser gelöst ist.

## Ausgaben
Das Spiel MicroMacro: Crime City wurde von Johannes Sich entwickelt und zusammen mit Daniel Goll und Tobias Jochinke von HARD BOILED Games realisiert. Das Spiel wurde 2020 von der Edition Spielwiese in Berlin veröffentlicht und wird über den Kooperationspartner Pegasus Spiele vertrieben. Er wurde noch im gleichen Jahr international mit Partnern auf Rumänisch, Spanisch, Italienisch, Französisch, Englisch, Japanisch und Koreanisch veröffentlicht, 2021 folgten Ausgaben auf Russisch, Polnisch, Ungarisch, Niederländisch, Tschechisch und Chinesisch.
2021 erschien die erste Erweiterung: MicroMacro: Crime City – Full House.

## Rezeption
Im Jahr 2021 wurde das Spiel als Spiel des Jahres ausgezeichnet und beim Deutschen Spielepreis auf Platz 2 in der Kategorie Familien-/Erwachsenenspiel gewählt. Zudem erhielt es den Österreichischen Spielepreis in der Kategorie Spiele Hit mit Freunden und wurde beim As d’Or 2021 als jeu de l’année (Spiel des Jahres) ausgezeichnet.
Die Jury des Spiel des Jahres begründete ihre Wahl zum Spiel des Jahres so:

„Ein großes Schwarzweiß-Poster und ein paar Karten – mehr benötigt „MicroMacro: Crime City“ nicht, um in seinen Bann zu ziehen. Wenn sich die Spieler:innen über den Tisch beugen, um in der Szenerie zu versinken, dann herrscht knisternde Spannung im Raum. Alle Augen huschen über den Stadtplan, um ihm neue Informationen über die Verbrechen zu entlocken. Wenn sich in angeregter Diskussion über Motiv und Tathergang eins zum anderen fügt, erzeugt das Spiel unvergessliche Momente.“

Wieland Herold ordnet das Spiel in seinem Blog „Mit 80 Spielen durch das Jahr“ in seine zweithöchste Kategorie „gerne morgen wieder“ ein und schreibt, dass Johannes Sich ein großartiges Konzept entwickelt habe, das nach neuen Plänen und Fällen nur so schreie. Weiterhin bescheinigt er dem Konzept die Chance ebenso gut zu tragen , wie die Spielereihe EXIT.
Udo Bartsch bezeichnet das Spiel in seinem Blog "Rezensionen für Millionen" als „reizvoll“ und schreibt: „Die Idee, die Geschichten eines Wimmelbildes spielerisch zu nutzen und den Spieler*innen Rätsel zu stellen, ist bestechend. Es geht um mehr, als Dinge nur zu suchen. Wir müssen auch kombinieren und Schlussfolgerungen ziehen.“ Obwohl er einen gewissen Ermüdungseffekt kritisiert, lobt er die „Unverbrauchtheit der Idee, Anmutung und Präsentation, die detailverliebte Gestaltung, das gleichberechtigte Zusammenspielen und vor allem, dass das Spiel quasi keine Regeln benötige.“

## Belege
1. 1 2  Spielanleitung MicroMacro: Crime City (Memento vom 23. Mai 2021 im Internet Archive), Edition Spielwiese / Pegasus Games 2020.
2. ↑  
Versionen von MicroMacro: Crime City. In: Spieledatenbank BoardGameGeek. Abgerufen am 23. Mai 2021 (englisch).
3. ↑  
MicroMacro: Crime City – Full House in der Spieledatenbank BoardGameGeek (englisch)
4. ↑  Spiel des Jahres 2021 · Kinderspiel des Jahres 2021 · Kennerspiel des Jahres 2021. In: Spiel des Jahres. Abgerufen am 12. April 2022 (deutsch).
5. ↑  Deutscher Spielepreis: Die Spiele in der Übersicht. Abgerufen am 12. April 2022.
6. ↑  http://www.spielepreis.at/wordpress/. Abgerufen am 12. April 2022 (deutsch).
7. ↑  unmondedejeux: Micro Macro, As d’or jeu de l’année du Festival des jeux de Cannes 2021. In: Un monde de jeux. 25. Februar 2021, abgerufen am 12. April 2022 (französisch).
8. ↑  
MicroMacro: Crime City auf der Website des Spiel des Jahres e.V.; abgerufen am 23. Mai 2021.
9. ↑  
Wieland Herold: MicroMacro: Crime City. Rezension. In: Mit 80 Spielen durch das Jahr. 4. November 2020, abgerufen am 23. Mai 2021.
10. ↑  
Udo Bartsch: MicroMacro: Crime City. Rezension. In: Rezensionen für Millionen. 25. Januar 2021, abgerufen am 23. Mai 2021.